# Prison de Roumieh
La prison centrale de Roumieh (en arabe : سجن رومية) est la plus grande et la plus célèbre prison du Liban, située à Roumieh, dans le district du Metn (Mont-Liban), à l'est de Beyrouth. 

## Caractéristiques
Construite dans les années 1960 selon les plans de l'architecte Pierre el-Khoury et conçue pour accueillir 1 500 détenus, elle est aujourd'hui extrêmement surpeuplée à hauteur d'environ 300 % de sa capacité d'accueil et héberge près de la moitié des détenus du pays,. Elle accueille tous types de détenus, prévenus ou condamnés, hommes, femmes et mineurs, dans ses sections distinctes. 
Le fonctionnement pratique de cette prison est mis en cause. Ainsi, une aile de l'établissement accueille des détenus islamistes ou terroristes, avec un régime officieux de quasi-autonomie où certains détenus sont armés. Inversement, l'emploi de la torture par les forces de sécurité intérieure sur des détenus a été admis par le gouvernement libanais.

## Histoire
La prison de Roumieh est construite à la fin des années 1960 et est inaugurée en 1970 pour accueillir 1500 prisonniers.
Le 2 avril 2011, une mutinerie éclate dans une aile de la prison et des prisonniers armés de couteaux de fortune ont pris en otage sept gardiens de prison. Les responsables de la sécurité déclarent que la protestation initiale est alimentée à la fois par l'emprisonnement injuste d'un détenu reconnu innocent par la justice libanaise et par les mauvaises conditions de détention. La mutinerie est contenue après que les forces de sécurité soient parvenues à un compromis avec les détenus[réf. souhaitée].
Le 12 janvier 2015, les forces de sécurité libanaises prennent d'assaut le bâtiment destiné aux prisonniers islamistes de la prison de Roumieh, où des affrontements ont lieu entre les deux parties. Selon le communiqué du ministère de l'Intérieur, les prisonniers ont déclenché des émeutes et des incendies pour protester contre les mesures de sécurité mises en œuvre par les gardiens.